# Тучне (Сумський район)
Тучне́ — село в Україні, у Миколаївській селищній громаді Сумського району Сумської області. Населення становить 674 особи. До 2016 орган місцевого самоврядування — Тучненська сільська рада.

## Географія
Село Тучное розташоване біля витоків річки Вир, нижче за течією на відстані 3 км розташоване селище Улянівка. На відстані 1 км розташоване село Олександрівка).
На річці декілька загат.
Поруч пролягає автомобільний шлях Т 2504.

## Історія
- За даними на 1864 рік у власницькій слободі Лебединського повіту Харківської губернії, мешкало 1613 осіб (785 чоловічої статі та 828 — жіночої), налічувалось 253 дворових господарства, існувала православна церква[1].
- Станом на 1914 рік село було центром окремої, Тучнянської волості, кількість мешканців зросла до 2604 осіб[2].
- Село постраждало внаслідок геноциду українського народу, проведеного урядом СССР 1923—1933 та 1946–1947 роках.
- 12 червня 2020 року, відповідно до розпорядження Кабінету Міністрів України № 723-р «Про визначення адміністративних центрів та затвердження територій територіальних громад Сумської області», село увійшло до складу Миколаївської селищної громади[3].
- 19 липня 2020 року, в результаті адміністративно-територіальної реформи та ліквідації Білопільського району, село увійшло до складу новоутвореного Сумського району[4].

## Населення

### Мова
Розподіл населення за рідною мовою за даними :
| Мова            | Кількість | Відсоток |
| --------------- | --------- | -------- |
| українська      | 636       | 94.36%   |
| російська       | 32        | 4.75%    |
| білоруська      | 1         | 0.15%    |
| вірменська      | 1         | 0.15%    |
| інші/не вказали | 4         | 0.59%    |
| Усього          | 674       | 100%     |

## Економіка
- Молочно-товарна та свино-товарна ферми.

## Соціальна сфера
- Дитячий садок.
- Школа.

## Постаті
Випускником Тучненської ЗОШ є Сапєгін Віталій Іванович — сержант Збройних сил України, учасник російсько-української війни 2014—2017.